# سو دو یونگ
سو دو یونگ (کره‌ای: 서도영؛ زادهٔ ۱۴ آوریل ۱۹۸۱) بازیگر اهل کره جنوبی است. او به خاطر ایفای نقش در والس بهاری شناخته می‌شود.